# Wspólnota administracyjna Ettenheim
Wspólnota administracyjna Ettenheim – wspólnota administracyjna (niem. Vereinbarte Verwaltungsgemeinschaft) w Niemczech, w kraju związkowym Badenia-Wirtembergia, w rejencji Fryburg, w regionie Südlicher Oberrhein, w powiecie Ortenau. Siedziba wspólnoty znajduje się w mieście Ettenheim, przewodniczącym jej jest Bruno Metz.
Wspólnota administracyjna zrzesza dwa miasta i trzy gminy wiejskie:
- Ettenheim, miasto, 12 244 mieszkańców, 48,90 km²
- Kappel-Grafenhausen, 4808 mieszkańców, 25,72 km²
- Mahlberg, miasto, 4703 mieszkańców, 16,59 km²
- Ringsheim, 2221 mieszkańców, 11,31 km²
- Rust, 3736 mieszkańców, 13,27 km²